# Canis lupus hattai
El lobo de Ezo o lobo de Hokkaido (Canis lupus hattai) es una subespecie extinta de lobo gris endémica del Japón que ocupó la isla de Hokkaidō. El lobo de Ezo era más grande que el lobo de Honshu, más próximo al tamaño de un lobo gris común. El lobo de Ezo se extinguió oficialmente en 1889, durante el período de la restauración Meiji, como consecuencia del envenenamiento deliberado con estricnina por parte de los agricultores de la isla de Hokkaidō, quienes lo vieron como una amenaza para la ganadería y lo disminuyeron en una época en que Hokkaido experimentaba un significativo desarrollo con grandes disrupciones ambientales.
Se ha afirmado que ha habido encuentros con el lobo de Hokkaidō desde la época de su extinción hasta el presente, pero ninguno de estos ha sido verificado (véase criptozoología).